# 苏小妹

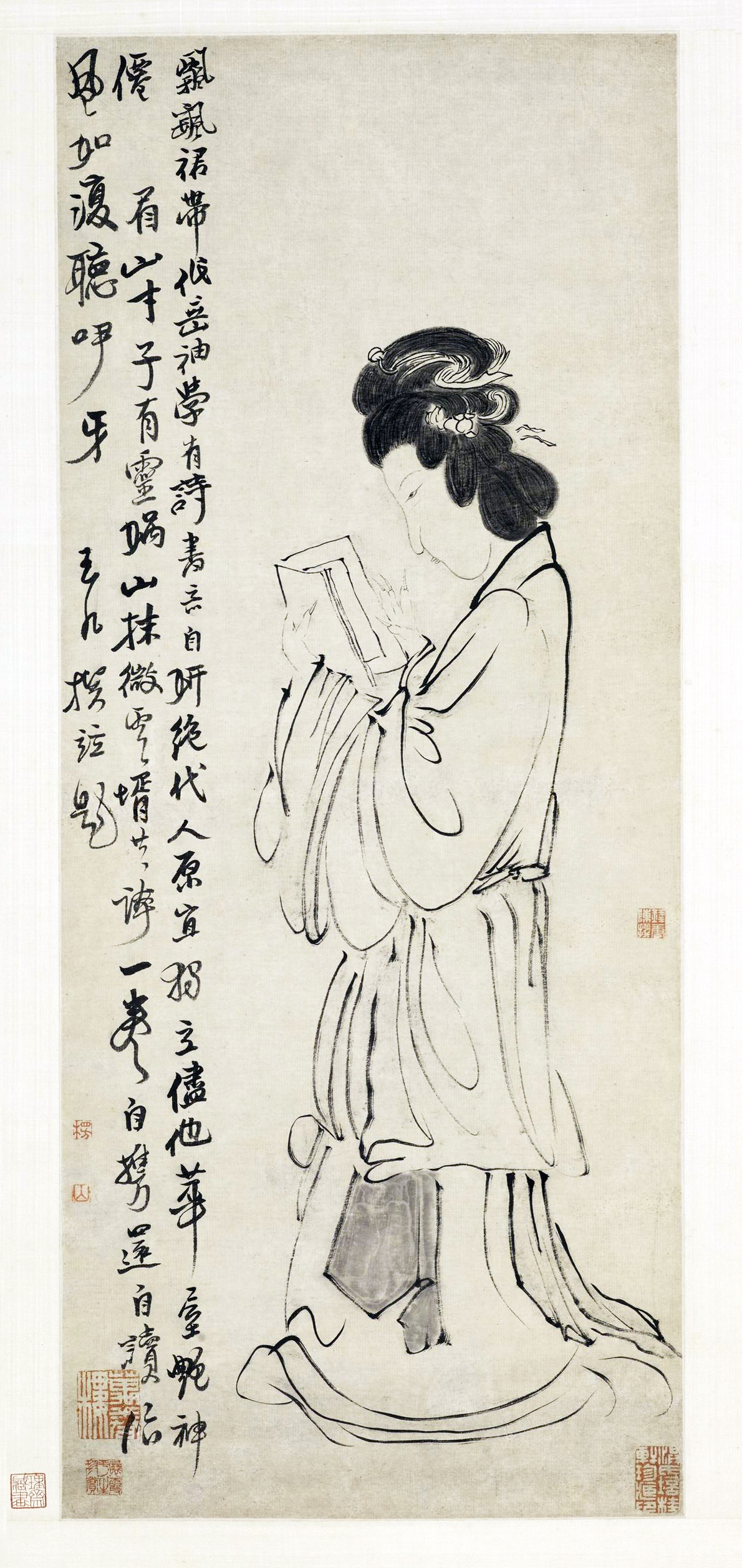
清朝陈撰绘苏小妹像

苏小妹，是传说中苏洵之女、苏轼與蘇轍之妹、秦少游之妻，野史载其名苏轸。北宋才女。与其兄苏轼常常作诗对联取乐。
蘇小妹之名最早見於南宋無名氏的《東坡居士佛印禪師語錄問答》，《的對》載“東坡之妹，少游之妻也。”又《坡妹与夫来往歌诗》載：“东坡之妹，聪慧过人，博学强记，尤工于文。有欲以秦少游议亲者，妹索其所业，视之曰：‘秦之文粗以敌吾子由之才。’遂得偕伉俪。”。元朝林坤《诚斋杂记》卷下记载：“子瞻有小妹，善辞赋，敏慧多辩，其额广而如凸，子瞻尝戏之曰，‘莲步未离香阁下，梅妆先露画屏前。’妹即应声曰‘欲扣齿牙无觅处，忽闻毛里有声传。’以子瞻多须髯，遂以戏答之。是年十岁，闻者莫不绝倒。”元朝吴昌龄《东坡梦》杂剧亦載：“东坡道：‘妹曰子美，嫁秦少游者是也。’”明代冯梦龙之《醒世恒言》记有“苏小妹三难新郎”等故事。明末清初褚人获的《坚瓠志》戊集卷四有“苏黄论诗”條目。

## 考證
蘇洵有子女六人，長子與三名女兒皆早卒。。三女蘇八娘較蘇軾年長一歲，幼而好學，十六歲嫁表兄弟程之才，兩年後被夫家虐待至死。清朝袁枚《隨園詩話》則誤把她和蘇軾堂妹、柳仲遠之妻誤為蘇軾之妹。现在据考证苏小妹仅仅是一位虚构的人物，“苏小妹三难新郎”只是民間故事，也排除了是苏轼的姐姐的可能。

## 影视形象
| 演員   | 作品                     | 年份 | 类型   |
| 林翠   | 蘇小妹                   | 1967 | 電影   |
| 李司棋 | 民間傳奇：蘇小妹三難新郎 | 1975 | 電視劇 |
| 趙雅芝 | 癲鳳狂龍                 | 1982 | 電視劇 |
| 董 璇  | 刁蠻嬌妻蘇小妹           | 2010 | 電視劇 |
| 黃心穎 | 東坡家事                 | 2015 | 電視劇 |